# Lijst van spelers van De Graafschap (mannen)
Dit is een lijst van voetballers die minimaal één officiële wedstrijd hebben gespeeld in het eerste elftal van de Nederlandse betaaldvoetbalclub én voormalig NBVB-club De Graafschap.

## A
- Hans Aabech
- Yassine Abdellaoui
- Liban Abdulahi
- Xhelil Abdulla
- Myenty Abena
- Hicham Acheffay
- Arie Alberding
- Gerrie Albers
- Theo Albers
- Martijn Algra
- Héctor Almandoz
- Mustafa Amezrine
- Mathieu Antolini
- Marco Apolloni
- Sjoerd Ars
- Oussama Assaidi
- Adil Auassar
- Berthil ter Avest
- Patrick Ax

## B
- Koen Baakman
- Roland Baas
- Ziguy Badibanga
- Nabil Bahoui
- Tim Bakens
- Erik Bakker
- Mees Bakker
- Patrick Baltus
- Alexander Bannink
- Hugo Bargas
- Bennie Bartelink
- Gerrit Bartels
- Gerrit-Jan Barten
- Henk Becks
- Filip Bednarek
- Arie Beekman
- Jacco Beerthuizen
- Charlison Benschop
- André van Benthem
- Milan Berck Beelenkamp
- Harald Berendsen
- Raymond Berendsen
- Nigel Bertrams
- Mark Besselink
- Martijn Besselink
- Rowan Besselink
- Sam Bisselink
- Jhon van Beukering
- Anton Beumer
- Johnny Beun
- Patrick Biemans
- Loek Bijl
- Diego Biseswar
- Jaap de Blaauw
- Arie Blekkenhorst
- Mark Bloemendaal
- Sven Blummel
- Harry Bockting
- Franklin Boekhorst
- Hein Boekhorst
- Luuk te Boekhorst
- Rody de Boer
- Wim Boer
- Jeroen Boere
- Bouke Boersma
- Bert Boes
- Wil Boessen
- Victor van den Bogert
- Hilbert Booij
- Branco van den Boomen
- Foeke Booy
- René Boschker
- Leo Bosklopper
- Ap Bosveld
- Gerrit Bosveld
- Roberto Bosveld
- René Bot
- Hamza Bouihrouchane
- Thijs Bouma
- Henk Bouwman
- Jan Bovenius
- Dennis te Braak
- Robert Brace
- Ernie Brandts
- Virgil Breetveld
- Gregor Breinburg
- Wim van Brenk
- Jory ten Brinke
- Maarten van den Brink
- René van den Brink
- Roel Brinks
- Philip Brittijn
- Freddy Brockötter
- Marcel Broecks
- Leon Broekhof
- John van den Brom
- Wilfried Brookhuis
- Dick Bruil
- Gerrit de Bruin
- Evert Bruning
- Henk van Brussel
- Rifat Buğdaycı
- Jordy Buijs
- Delano Burgzorg
- Dave Bus
- Jan Bussing
- Alexander Büttner
- Giovanni Büttner
- Harry van Buuren
- Hüseyin Büyür

## C
- Cristol van Campenhout
- Mirano Carrilho
- Caner Cavlan
- Abdelhali Chaiat
- Dylan Chiazor
- Tolgahan Çiçek
- Nicolas Cinalli
- Marc De Clerck
- Simon Colyn
- Jerry Cooke
- Rini Coolen
- Jack Cooper-Love
- Kaye Coppoolse
- Ton Cornelissen
- Jason Čulina

## D
- Jan Dales
- Hein van Dam
- Nick van den Dam
- Brahim Darri
- Rob Das
- Kostas Dedeletakis
- Gerrie Deijkers
- Bennie Dekker
- Rick Dekker
- Marco van Delden
- Frank Delleman
- Peter Dengerink
- Werner Derksen
- Bakary Diakité
- Mark Diemers
- Kevin van Diermen
- Rob van Dijk
- Johan Dijkman
- Ton van Dillen
- Tjalling Dilling
- Hüseyin Doğan
- Robert ten Donkelaar
- Joop Doornebosch
- Winston Douglas
- Jeroen Drenth
- Karel Driever
- Andrew Driver
- Henrico Drost
- Jeroen Drost
- Sander Duits
- Jan van Dullm
- Andreas Dusink

## E
- Jos van Eck
- Soufian Echcharaf
- Yannick Eduardo
- Arnoud van der Eijk
- Denzel Eijken
- Johan Eijkhout
- Soufian El Hassnaoui
- Youssef El Jebli
- Ibrahim El Kadiri
- Marcel Elberse
- Ejo Elburg
- Caio Eltink
- Hazem Emam
- Agil Etemadi
- Ties Evers
- Jerry van Ewijk

## F
- Dick Faber
- Jim van Fessem
- David Flakus Bosilj
- Jeffry Fortes
- Purrel Fränkel
- Patrik Fredholm
- Robert Fuchs
- Johan Fühler
- Cerezo Fung a Wing

## G
- Hans Galgenbeld
- Jordan Garcia-Calvete
- Jean-Paul van Gastel
- Tigran Gazarjan
- Boudewijn de Geer
- Peter Gerards
- Ben Gerritsen
- Dennis Gerritsen
- Chris Geutjes
- Tristan van Gilst
- Denis Godeas
- Edwin Godee
- Harrie Gommans
- Arjan Goorman
- Garry De Graef
- Danzell Gravenberch
- Donny de Groot
- Tygo Grotenhuis
- Edwin Gyasi

## H
- Martin Haar
- Hans van de Haar
- Jesse van de Haar
- Devin Haen
- Erik ten Hag
- Maikel Haggeman
- Geoffry Hairemans
- Dimitri Hairemans
- Richard Haklander
- Mohamed Hamdaoui
- Nico Hanssen
- Joran Hardeman
- Nic Hartgers
- Chris Hartjes
- Joop Hartjes
- Blnd Hassan
- Gerdo Hazelhekke
- Jasper van Heertum
- Arjen van der Heide
- Ezra van der Heiden
- Erik Heijblok
- Jeremy Helmer
- Reinder Hendriks
- Sam Hendriks
- Terry Hendriks
- Harry Hentenaar
- Edwin Hermans
- Youssouf Hersi
- Damien Hertog
- Léon Hese
- Jasper Heusinkveld
- Laurens ten Heuvel
- Guus Hiddink
- Karel Hiddink
- René Hiddink
- Milan Hilderink
- Rio Hillen
- Oeki Hoekema
- Guus Hoevenberg
- Peter Hofstede
- Brutil Hosé
- Thijs Houwing
- Toine van Huizen
- Theo Huls
- Santy Hulst
- Karel Hulshof
- Ben Hulshoff
- André Hulshorst
- Gerrit Hulshorst
- Klaas-Jan Huntelaar
- Koen Huntelaar
- Willem Hupkes
- Anthony van den Hurk

## I
- Ali Ibrahim
- Abdul Rahman Issah

## J
- Jaap Jacobs
- Aleksandar Janković
- Anco Jansen
- Henk Jansen
- Hennie Jansen
- Jochem Jansen
- Michael Jansen
- Reijer Jansen
- Richard Jansen
- Thijs Jansen
- Willy Jansen
- Wouter Jansen
- Mart Janssen
- Tim Janssen
- Fred Jaski
- Dulee Johnson
- Will Johnson
- Dave de Jong
- Luuk de Jong
- Siem de Jong
- Gerrie de Jonge
- Peter Jungschläger
- Hidde Jurjus

## K
- Gerard Kaak
- Lion Kaak
- Tom Kaak
- Mees Kaandorp
- Nathan Kabasele
- Darije Kalezić
- Jardell Kanga
- Nathan Kaninda
- Yasin Karaca
- Ģirts Karlsons
- André Karnebeek
- Marciano Kastoredjo
- Marcel Keizer
- Rob Kelderman
- Stephan Keller
- Bert Kempers
- Marten Kerkhof
- Paul Kerlin
- Eric van Kessel
- Jasper Ketting
- Hennie Keuben
- Tim Keurntjes
- Bert Kers
- Rob de Kip
- Robert Klaasen
- Aleksander Kłak
- Frenk van der Kleij
- Henk Klein Holte
- Bob de Klerk
- Joop ten Klooster
- Gerrit Kluin
- Henk Koenders
- Joop Koenders
- Aron de Koning
- Joey Konings
- Dick Kooijman
- Dean Koolhof
- Jurrie Koolhof
- Marco Koorman
- Cees Kornelis
- Giovanni Korte
- Frank van Kouwen
- Hans Kraay jr.
- Jordy van de Kracht
- Ramon Kramer
- Marcel Kreileman
- Sten Kremers
- Kees Krijgh
- Mark Krommendijk
- Michael van der Kruis
- Edwin de Kruyff
- Fred Kruys
- Jussi Kujala
- Frank Kuster
- Kyano Kwint

## L
- Jan Lammers
- Vlatko Lazić
- Clint Leemans
- Ilja van Leerdam
- Michael de Leeuw
- John Leeuwerik
- Kyvon Leidsman
- Julian Lelieveld
- Rob Lelieveld
- Raymond Lenting
- Leonardo
- André van der Ley
- Elmo Lieftink
- Ruben Ligeon
- Dick Linde
- Olaf Lindenbergh
- Edwin Linssen
- Tim Linthorst
- John van Loenhout
- Jim van der Logt
- Theo van Londen
- Erwin Looms
- Glenn Loovens
- Hans Loovens
- Tyrone Loran
- Eli Louhenapessy
- Loïc Loval
- Frank Lukassen
- Pim Lukassen

## M
- Henk ter Maat
- Sander ter Maat
- Coen Maertzdorf
- Mimoun Mahi
- Wanya Marçal
- Ton Marijt
- Wim Marskamp
- Eddy Marwa
- Milan Massop
- Rob Matthaei
- Azor Matusiwa
- Tony McNulty
- Martijn Meerdink
- Henny Meijer
- Rogier Meijer
- Pauke Meijers
- Wim Meijers
- Karel Melaard
- Bertus Mensert
- Jan Menting
- Tom Menting
- Arnold Merckx
- Timothy van der Meulen
- Jeroen Meurs
- Koen Middeldorp
- Daryl van Mieghem
- Hilmi Mihci
- Joop Milius
- Gerrit Mintjes
- Magno Mocelin
- Franz Möllers
- Egbert ter Mors
- Mohammed Mouhouti
- Bennie Mullink
- Giannis Mystakidis

## N
- Anass Najah
- Muslu Nalbantoğlu
- Adri Nanlohy
- Furdjel Narsingh
- Jef de Neeling
- Camiel Neghli
- Michal Nehoda
- Kevin Nicolay
- Reuven Niemeijer
- Hennie Nieuwenhuis
- Lars Nieuwpoort
- Sven Nieuwpoort
- Stefan Nijland
- Matthijs van Nispen
- Michel Nok
- René Notten

## O
- Frank Olijve
- Gerrit Olthuis
- Ron Olyslager
- Başar Önal
- Hans Oorthuis
- Jason Oost
- Harry van Oosterhout
- Jan Oosterhuis
- Henny Oosterveld
- Michel van Oostrum
- Johnatan Opoku
- Geert den Ouden
- Joep van den Ouweland
- Elvio van Overbeek
- Fanny Overbeek
- Jos Overbeek
- Jeremy Overbeek Bloem
- Henk Overgoor
- Sjoerd Overgoor
- Leeroy Owusu

## P
- Patrick Paauwe
- Piotr Parzyszek
- Eddie Pasveer
- Ted van de Pavert
- Luis Pedro
- Cor Peitsman
- Ard van Peppen
- Cas Peters
- Cor Peters
- Tim Peters
- Henk Pieneman
- Melvin Platje
- Rydell Poepon
- Jason Polak
- Hans Polko
- Stefan Postma
- Coen Poulus
- Berry Powel
- Marino Promes
- Robin Pröpper
- Marino Pusic

## Q
- Erik Quekel

## R
- René Rabelink
- Elie Raterink
- Othniël Raterink
- Tim Receveur
- Erik Redeker
- Leo Reijrink
- Steve De Ridder
- Jesper van Riel
- Ben Rietveld
- Reinier Robbemond
- Richard Roelofsen
- Lody Roembiak
- Jan Roes
- Lars van Roon
- Yuri Rose
- Ton Rosendaal
- René Roth
- Tomasz Rząsa

## S
- Seth Saarinen
- Jean-Paul Saeijs
- Ben Sahar
- Yannick Salem
- Hans Salfischberger
- Ousmane Sanda Sanda
- Xandro Schenk
- Louis van Schijndel
- Janiro André Schneider
- Dick Schoenaker
- Lasse Schöne
- Rannick Schoop
- Levi Schoppema
- Robin Schouten
- Eduard Schreur
- Hein Schreur
- Sandy Schreur
- Dennis Schulp
- Marchanno Schultz
- Wim van de Schuur
- André Schuurman
- Gerard Schuurman
- Jesse Schuurman
- Resit Schuurman
- Niek Sebens
- Rik Sebens
- Fabian Serrarens
- Ralf Seuntjens
- Mees Siers
- Sonny Silooy
- Kevin Sissing
- Gerrie Slagboom
- Callum Slattery
- Marcel van der Sloot
- Bryan Smeets
- Arvid Smit
- René Smit
- Joshua Smits
- Ricardo Sousa
- Arno Splinter
- Nenad Srećković
- Henk van Stee
- Guus Stemerdink
- Carry Steinvoort
- Cees Storm
- Roberto Straal
- Bart Straalman
- Edward Sturing
- Edwin Susebeek
- Kaya Symons

## T
- Wasiu Taiwo
- Karim Tarfi
- Niklas Tarvajärvi
- Massamasso Tchangaï
- Thijs van Tent Beking
- Joost Terol
- Roy Terschegget
- Jeroen Tesselaar
- Jordy Thomassen
- Tarik Tissoudali
- Armand van den Top
- Chris Trentelman
- John Trentelman
- Roberto Tuinstra
- Roy Tular
- Zico Tumba
- Dennis den Turk
- Rody Turpijn
- Jordy Tutuarima

## U
- Reza Uitman

## V
- Ville Väisänen
- Ruslan Valeev
- Joel Valencia
- Carlo Valk
- Sven Vandenbroeck
- Sietze Veen
- Frans van der Veen
- Cees van Veenendaal
- John van Veenendaal
- Mike Veenstra
- Gerrie Veerman
- Elfried Veldman
- Niek te Veluwe
- Danny Verbeek
- Jonathan Vergara Berrio
- Vincent Vermeij
- Gil Vermouth
- Marlon Versteeg
- Javier Vet
- Paul Vet
- Raymond Victoria
- Kristopher Vida
- Arnar Viðarsson
- Tim Vincken
- Klaas Vink
- Eric Viscaal
- Jeffrey de Visscher
- Daniël Voigt
- Joost Volmer
- Ruud Vondeling
- Rudy Vonk
- Peter van Vossen
- Jan Vreman
- Jurre Vreman
- Chris de Vries
- Richard de Vries

## W
- Peter van der Waart
- Hans Wanders
- Carlos van Wanrooij
- Donny Warmerdam
- Boy Waterman
- Erik Weening
- Charley van de Weerd
- Karel Weijand
- Dick Wennink
- Gerrie Went
- Ebbe Wenting
- Jurgen Wevers
- Stan Wevers
- Ties Wieggers
- Peter Wiegmink
- Ruud Wierts
- Edward Wijkamp
- Frank Wijnhoven
- Edwin de Wijs
- Ton Wildenbeest
- Nathaniel Will
- John Willems
- Maas Willemsen
- Fabian Wilnis
- Yves De Winter
- Dennis Wissink
- Freek Wittenrood
- Willie Wolsink
- Vito Wormgoor
- Stijn Wuytens

## Y
- Anis Yadir
- Cihan Yalcin
- Mustafa Yücedağ

## Z
- Roel Zaaijer
- Dave Zafarin
- Leo Zegers
- Justin Zikama
- Ilker Zivali
- Joh van Zoest
- Nico van Zoghel
- Mamadou Zongo
- Theo Zwarthoed
- Ben Zweers